# Дійсна точка
У геометрії дійсна точка — точка на комплексній проєктивній площині з однорідними координатами (x,y,z) для якої існує ненульове комплексне число λ таке, що λx, λy і λz — дійсні числа.
Це визначення можна розширити до комплексного проєктивного простору довільної скінченної розмірності:
{\displaystyle (u_{1},u_{2},\ldots ,u_{n})}
є однорідними координатами дійсної точки, якщо існує ненульове комплексне число λ таке, що координати
{\displaystyle (\lambda u_{1},\lambda u_{2},\ldots ,\lambda u_{n})}
всі дійсні.
Точку, яка не є дійсною, називають уявною.

## Контекст
Геометрії, які є спеціалізаціями дійсної проєктивної геометрії, такої як евклідова, еліптична або конформна геометрія, можна комплексифікувати, вклавши точки геометрії в комплексний проєктивний простір, але зберігаючи ідентичність початкового дійсного простору. Прямі, площини тощо розширюються до прямих тощо комплексного проєктивного простору. Як і у випадку зі включенням точок на нескінченності та комплексифікацією дійсних многочленів, це дозволяє спростити деякі теореми, уникнувши винятків, і застосовувати їх для звичного алгебричного аналізу геометрії.
Якщо розглядати в термінах однорідних координат, дійсний векторний простір однорідних координат початкової геометрії є комплексифікованим. Точка початкового геометричного простору визначається класом еквівалентності однорідних векторів вигляду λu, де λ — ненульове комплексне значення, а u — дійсний вектор. Точку такого вигляду (і, отже, належну до початкового дійсного простору) називають дійсною точкою, тоді як точку, яка додана через комплексифікацію і тому не має такого вигляду, називають уявною точкою.

## Дійсний підпростір
Підпростір проєктивного простору є дійсним, якщо на нього натягнуто дійсні точки. Кожна уявна точка належить рівно одній дійсній прямій, прямій, що проходить через точку та її комплексно спряжену.